# Harold Cooke
Harold Douglas R Cooke (Shackerstone, 1895 - Middlesbrough, 1966) was een Brits hockeyer. 
Met de Britse ploeg won Cooke de olympische gouden medaille in 1920. 

## Resultaten
- 1920  Olympische Zomerspelen in Antwerpen